# Flight for Freedom
Flight for Freedom é um filme estadunidense de 1943, do gênero drama biográfico, dirigido por Lothar Mendes e estrelado por Rosalind Russell e Fred MacMurray.

## A Produção
Amelia Earhart, pioneira da aviação norte-americana, é aqui biografada de maneira pouco fiel. Seu marido, George Palmer Putnam, concordou com a produção, desde que o nome da esposa não fosse mencionado. Assim, no filme ela é chamada de Tonie Carter.
O filme mostra, ainda, incidentes que se referem à carreira da também aviadora Jacqueline Cochran, casada com Floyd Odlum, executivo da RKO Radio Pictures. Por isso, ele, que raramente se imiscuía na rotina do estúdio, acompanhou de perto todo o projeto e deu-se por satisfeito com o resultado final.
Flight for Freedom funciona também como propaganda de guerra, ainda que a ação transcorra anos antes dos EUA entrarem no conflito deflagrado por Hitler. Por essa razão, o roteiro, baseado em história de Horace McCoy, desenvolve uma teoria que foi totalmente descartada pelas Forças Armadas em 1949. Por essa teoria, a queda da aeronave de Amelia no Pacífico estaria ligada a um plano para que a Marinha tivesse motivos para vasculhar a área e, assim, fotografar dependências militares japonesas.
O filme recebeu uma indicação ao Oscar, na categoria Melhor Direção de Arte.

## Sinopse
No cenário da aviação dos anos 30, a aviadora Tonie Carter (Rosalind Russell) trava uma batalha contra o preconceito às mulheres-piloto. Ao visitar um bar de aviadores cuja clientela é exclusivamente masculina, ela conhece um dos maiores nomes do ramo - Randy Britton (Fred MacMurray), que acaba se atraindo por ela. Após quebrar vários recordes para seu mentor e mecenas, Paul Turner (Herbert Marshall), Tonie decide, audaciosamente, embarcar em um voo solo de volta ao mundo.
Enquanto viaja, Carter pousa no Havaí para reabastecimento e recebe uma proposta do almirante Graves, da Marinha dos Estados Unidos (Walter Kingsford), que espera convencê-la a fazer parte de uma missão secreta cujo objetivo era mapear áreas marítimas de interesse do governo americano, que possuíam bases militares secretas instaladas sob comando dos japoneses. Como toda aeronave oficial era repreendida imediatamente pelos asiáticos (o que evitava o reconhecimento da área), o plano era fazer com que Tonie se passasse por desinformada, caísse "acidentalmente" nos arredores e fosse resgatada pelas autoridades estadunidenses, que, assim, poderiam inspecionar o lugar de perto. Para tal, o avião deveria ser propositalmente lançado ao mar, e Carter deveria nadar até o ponto de encontro determinado — Ilha Gull.
Enquanto espera pelo conserto de seu avião, Tonie viaja de volta para os Estados Unidos, onde pondera sobre a participação no arriscado plano. Paul Turner, aflito pelo bem-estar da piloto, revela que gostaria de casar-se com ela, e comenta sobre a dificuldade que seria botar o plano a cabo sem um navegador de altíssimo nível, especialmente no que dizia respeito a chegar na pequena ilha no meio do Pacífico.
Ao continuar sua viagem, Carter pousa em Nova Guiné, a última parada antes do fatídico voo até o território japonês. Lá, ela descobre que o inimigo já havia sido alertado do plano, e que caso ela o colocasse em prática, haveria soldados nipônicos esperando por ela no ponto de encontro. Ao saber que seu navegador designado era Randy Britton, Tonie decide partir antes do esperado e executar a missão independentemente do risco, afim de poupar seu verdadeiro amor do grande risco à frente. Assim, o avião acaba terminando no fundo do mar — e Tonie Carter acaba desaparecida.

## Premiações
| Prêmio | Categoria                               | Situação |
| ------ | --------------------------------------- | -------- |
| Oscar  | Melhor Direção de Arte (Preto e branco) | Indicado |

## Elenco
| Ator/Atriz        | Personagem       |
| ----------------- | ---------------- |
| Rosalind Russell  | Tonie Carter     |
| Fred MacMurray    | Randy Britton    |
| Herbert Marshall  | Paul Turner      |
| Eduardo Ciannelli | Johnny Salvini   |
| Walter Kingsford  | Almirante Graves |